# Rattus giluwensis
Rattus giluwensis  (Hill, 1960) è un roditore della famiglia dei Muridi endemico della Nuova Guinea.

## Descrizione

### Dimensioni
Roditore di medie dimensioni, con la lunghezza della testa e del corpo tra 136 e 187 mm, la lunghezza della coda tra 84 e 108 mm e la lunghezza del piede tra 28 e 32 mm.

### Aspetto
La pelliccia è molto densa e soffice, priva di peli spinosi. Le parti superiori sono bruno-rossicce, cosparse di lunghi peli nerastri, mentre le parti ventrali sono grigio-giallastre.  Le vibrisse sono nere e lunghe 35 mm. Le orecchie sono leggermente ricoperte di piccoli peli bruni. La coda è più corta della testa e del corpo, è uniformemente marrone scura ed è ricoperta da 7 anelli di scaglie per centimetro. Le zampe sono marroni scure e ricoperte di piccoli peli chiari. Le femmine hanno un paio di mammelle pettorali, un paio post-ascellari e due paia inguinali.

## Biologia

### Comportamento
È una specie terricola. Costruisce dei cunicoli superficiali che conducono a nidi tra l'erba alta.

### Alimentazione
Si nutre di semi d'erba, germogli e fiori di piante alpine.

### Riproduzione
Si riproduce a febbraio, marzo, giugno e ottobre.

## Distribuzione e habitat
Questa specie è endemica delle pendici del Monte Giluwe, nella parte centrale di Papua Nuova Guinea.
Vive nelle distese erbose sub-alpine, nelle foreste muschiose e nelle faggete tra 2.195 e 3.660 metri di altitudine.

## Conservazione
La IUCN Red List, considerato che non ci sono informazioni recenti sul proprio areale, lo stato della popolazione e le eventuali possibili minacce, classifica R.giluwensis come specie con dati insufficienti (DD).